# Odious Mortem
Odious Mortem ist eine US-amerikanische Death-Metal-Band aus San Francisco, Kalifornien. Bis 2012 waren sie bei Willowtip Records unter Vertrag. Sie haben zwei Studioalben bei Unique Leader Records und Willowtip Records und zudem eine Demo im Jahre 2003 ohne Unterstützung eines Labels veröffentlicht.

## Bandgeschichte
Odious Mortem wurde im Jahre 2000 von Dan Eggers (Gitarre, Gesang) und KC Howard (Schlagzeug) in Encinitas, Kalifornien gegründet. Später kamen noch Ivan Munguia (E-Bass) und David Siskin (E-Gitarre) hinzu. Im Jahre 2003 nahm die Band das Demo Gestation of Worms auf, aus der ein Vertrag mit Unique Leader Records resultierte. Die Band nahm das Debütalbum Devouring the Prophecy im März 2004 in den Legion Studios in Santa Cruz, Kalifornien auf und veröffentlichte es am 8. Februar 2005.
Im Jahre 2004 trat KC Howard der Death-Metal-Band Decrepit Birth bei. Im November 2006 stellte die Band das zweite Album in den Castle Ultimate Studios in Oakland, Kalifornien fertig. Das Album mit dem Namen Cryptic Implosion wurde am 24. April 2007 veröffentlicht. Im gleichen Jahr spielten sie auch auf dem Maryland Deathfest.
Seit 2009 sind die Mitglieder mit anderen Projekten beschäftigt und Odious Mortem ruht bis auf wenige Liveauftritte.

## Andere Projekte
Dan Eggers, Joel Horner und KC Howard waren bis 2010 Mitglieder von Decrepit Birth und Anthony Trapani trat der Death-Metal-Band Severed Savior bei. David Siskin ist ebenfalls als DJ im Bereich Jungle- und Drum and Bass tätig. Sein Projekt trug 2012 den Titel WAR//BREAKER.

## Musikstil
Odious Mortem haben einen technisch anspruchsvollen Stil. Charakteristisch sind die heruntergestimmten Gitarren und der starke Gebrauch von Blastbeats und Double-Bass. Lyrische Themen sind die Menschheit, den Zustand der Erde, Drogen, Psychosen, Gier, Angst, Leiden, soziale Missstände, Vernichtung, das menschliche Bewusstsein und der Zusammenbruch der Zivilisation. Dabei legen sie darauf wert, keine politische Band zu sein und nur die Realität beschreiben zu wollen, ohne einer bestimmten Ideologie zu folgen,

## Diskografie
- Gestation of Worms (Demo, Eigenveröffentlichung, 2003)
- Devouring The Prophecy (Unique Leader Records, 2005)
- Cryptic Implosion (Willowtip Records, 2007)